# Karel Josef z Clam-Martinic
Karel Josef z Clamu, od 2. listopadu 1792 Karel Josef z Clam-Martinic (německy Carl Joseph von Clam-Martinitz; 1759 nebo 6. září 1760 Linec – 26. září 1826 Smečno) byl český šlechtic a rakouský státní úředník, nejvyšší zemský komorník a tajný rada.

## Život
Karel Josef z Clam-Martinic se narodil jako jediný syn Jana Bohumila z Clamu (1730–1793) z korutanského rodu Pergerů a jeho manželky Karolíny Josefy Desfoursové (1731–1793), dcery Karla Josefa des Fours (1701–1775).

### Manželství a rodina
V roce 1791 se oženil s hraběnkou Marií Annou Bořitovou z Martinic (* 29. června 1768 v Praze) v Břevnovském klášteře v Praze. Nevěsta byla dcerou hraběte Františka Karla z Martinic (* 6. září 1733) a jeho ženy, hraběnky Marie Josefy (* 20. listopadu 1746) rozené ze Šternberka a posledním potomkem tohoto starého rodu, který byl v roce 1623 povýšen do stavu říšských hrabat.
Sňatkem došlo ke spojení majetku a erbů rakouského šlechtického rodu hrabat z Clamu a českého šlechtického rodu hrabat z Martinic. Od 2. listopadu 1792 potomci rodu nosili jméno Clam-Martinic  v Rakousku  a od 9. listopadu 1792 byli povýšeni do panského stavu v Čechách. Spolu s manželkou založil šlechtický rod Clam-Martiniců.
Z manželství Karla Josefa z Clam-Martinic se narodilo pět dětí, tři synové a dvě dcery. 
Nejstarší syn Karel Jan Nepomuk (23. května 1792 – 29. ledna 1840, Vídeň) byl c.k. polní podmaršálek (od 26. listopadu 1837). Byl ženatý s lady Selinou (2. května 1792 – 29. srpna 1872 v Rtišovicích na Příbramsku), dcerou Richarda Meadea, II. hraběte z Clanwilliam a hraběnky Marie Karolíny z Thun-Hohensteinu (10. května 1769 – 8. srpna 1800, Vídeň). Jeho dcera hraběnka Marie Anna Johana Terezie Valpurga z Clam-Martinic (1802–1874) byla provdána za barona Augusta Viléma Stillfrieda z Ratenic (1806–1897). Jejich syn Raimund Stillfried z Ratenic byl malíř a fotograf.
V roce 1791 Karel Josef z Clam-Martinic získal Smečno. Linie Clam-Martinic převzala také starý rodinný majetek hrad Clam, který je v jejich držení dodnes.

### Kariéra

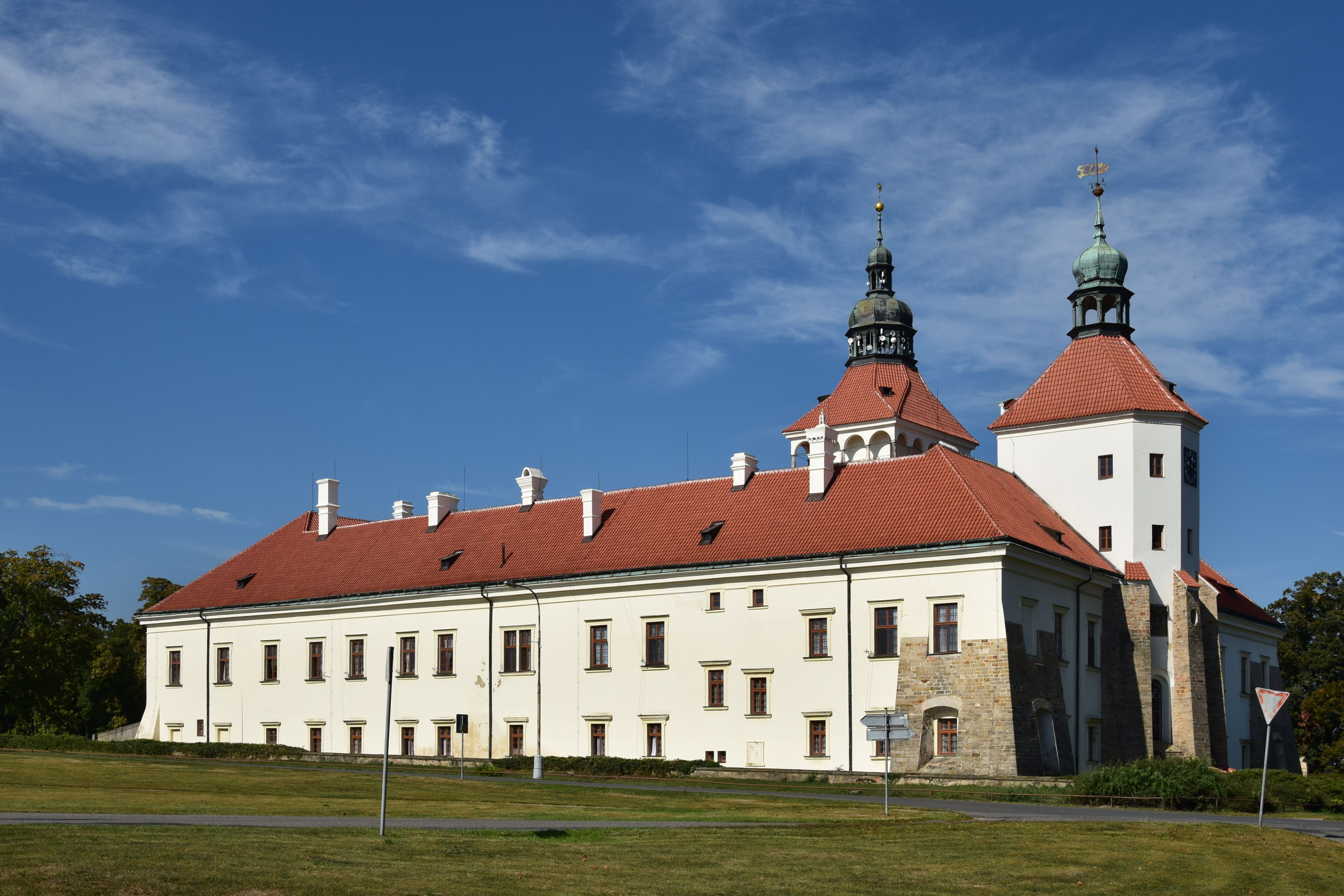
Zámek Smečno

Karel Josef z Clam-Martinic byl dvakrát zvolen stavy Království českého jako komisní přísedící za panský stav.
V roce 1805 byl jmenován tajným radou jako český guberniální rada, ale již v roce 1806 opustil státní službu, aby se mohl věnovat výchově svých dětí.

### Závěr života
Císař František II. jej roku 1820 jmenoval jako nástupce zesnulého knížete Antonína Isidora z Lobkovic (1773–1819)  nejvyšším zemským komorníkem v Českém království. V roce 1824 se úřadu ze zdravotních důvodů vzdal a ve funkci ho nahradil František Josef ze Šternberka (1763–1830).
U příležitosti své rezignace na úřad nejvyššího komorníka obdržel v roce 1824 komandérský kříž rakouského řádu císaře Leopolda.
Karel Josef z Clam-Martinic zemřel 26. září 1826 na svém zámku ve Smečně, v době kdy zastával úřad skutečného tajného rady. Jeho pohřeb se konal v kryptě Clam-Martiniců ve Smečně.